# ミドルハム城

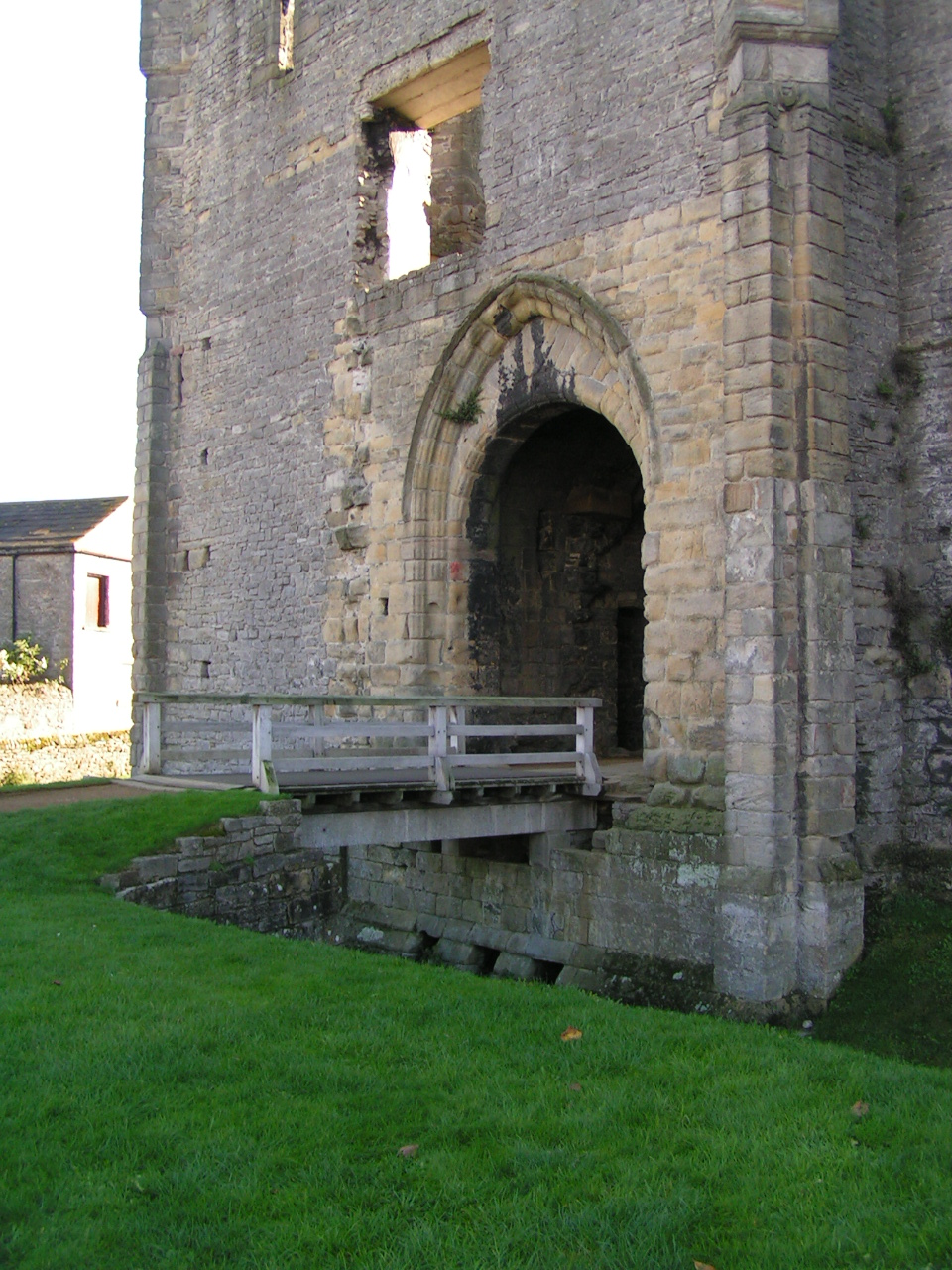
ミドルハム城の守衛詰所

ミドルハム城（Middleham Castle）は、12世紀の終わりにイングランド、ノース・ヨークシャー州のウェンズリーデール（Wensleydale）に、それまでのモット・アンド・ベーリー方式の城のそばに建てられた城である。
1270年にこの城はネヴィル家の手に渡った。ネヴィル家でもっとも有名なのは、「キングメーカー」として薔薇戦争に登場するウォリック伯リチャード・ネヴィルである。
1460年のウェイクフィールドの戦いでヨーク公リチャードが死ぬと、リチャードの幼い息子たち（後のクラレンス公ジョージとリチャード3世）はウォリックの庇護下に入り、2人とも一時期ウォリックの家族と一緒にミドルハム城に居住していた。彼らの兄、エドワード4世国王が、1469年にウォリックによって捕えられて短期間拘束されたのは、同じくミドルハムであった。
1471年のバーネットの戦いでウォリック伯が戦死し、エドワード4世が国王に復位すると、リチャードはウォリック伯の娘アン・ネヴィルと結婚した。彼らの住まいもミドルハムであり、彼らの息子の王太子エドワードが生まれたのも死んだのもミドルハムだった。
リチャードは後にリチャード3世として国王になったが、彼は2年の統治の間、ミドルハムではほとんどまったく過ごさなかった。1485年のボズワースの戦いでのリチャードの死の後、ジェームズ1世の統治の頃まで城は王室の手に残っていた。しかし17世紀には使われなくなり、破損がひどくなった。清教徒革命の時には城に守兵が置かれたが、特筆すべき活動はなかった。
現在、城跡がイングランド歴史遺物保存組織であるイングリッシュ・ヘリテッジ（English Heritage）の保護下に置かれている。